# Steinhausen (Namibia)

Wahlkreiskarte von Okorukambe

Steinhausen in Namibia ist eine Ansiedlung im ehemalig gleichnamigen Wahlkreis (seit August 2013 Okorukambe) in der Region Omaheke zentralen im Osten Namibias.
Steinhausen liegt nördlich von Gobabis und rund 170 km nordöstlich von der namibischen Hauptstadt Windhoek. Weite Teile des Gebiets ist Farmland.